# Футбол на літніх Олімпійських іграх 2020 — жінки
Турнір з футболу серед жінок на літніх Олімпійських іграх 2020 року відбувались в Токіо та інших містах Японії з 21 липня по 6 серпня 2021 року.

## Розклад змагань
| Г | Груповий раунд | ¼ | Чвертьфінали | ½ | Півфінали | Т | Матч за 3-тє місце | Ф | Фінал |

| Раунд↓/Дата → | Ср 21 | Чт 22 | Пт 23 | Сб 24 | Нд 25 | Пн 26 | Вт 27 | Ср 28 | Чт 29 | Пт 30 | Сб 31 | Нд 1 | Пн 2 | Вт 3 | Ср 4 | Чт 5 | Пт 6 | Сб 7 |
| ------------- | ----- | ----- | ----- | ----- | ----- | ----- | ----- | ----- | ----- | ----- | ----- | ---- | ---- | ---- | ---- | ---- | ---- | ---- |
| Жінки         | Г     |       |       | Г     |       |       | Г     |       |       | ¼     |       |      | ½    |      |      |      | Т/Ф  |      |

## Кваліфікація
| Спосіб кваліфікації                                                             | Пос.  | Строки1                              | Місце1         | Квоти | Кваліфікувались                   |
| ------------------------------------------------------------------------------- | ----- | ------------------------------------ | -------------- | ----- | --------------------------------- |
| Країна-господарка                                                               |       | Н/Д                                  | Н/Д            | 1     | Японія                            |
| Кубок Америки 2018                                                              | [ 2 ] | 4–22 квітня 2018                     | Чилі           | 1     | Бразилія                          |
| Кубок націй ОФК 2018                                                            | [ 3 ] | 18 листопада – 1 грудня 2018         | Нова Каледонія | 1     | Нова Зеландія                     |
| Чемпіонат світу з футболу серед жінок 2019 (як кваліфікаційний турнір від УЄФА) | [ 4 ] | 7 червня – 7 липня 2019              | Франція        | 3     | Велика Британія Нідерланди Швеція |
| Олімпійський кваліфікаційний турнір КОНКАКАФ 2020                               | [ 5 ] | 28 січня – 9 лютого 2020             | США            | 2     | Канада США                        |
| Олімпійський кваліфікаційний турнір КАФ 2020                                    | [ 6 ] | 5–10 березня 2020                    | багато         | 1     | Замбія                            |
| Олімпійський кваліфікаційний турнір АФК 2020                                    | [ 7 ] | 6–11 березня 2020 і 8–13 квітня 2021 | багато         | 2     | Австралія КНР                     |
| Плей-оф КАФ - КОНМЕБОЛ                                                          | [ 8 ] | 10–13 квітня 2021                    | Туреччина      | 1     | Чилі                              |
| Загалом                                                                         |       |                                      |                | 12    |                                   |

- ↑ Дати і місця наведено для фінальних турнірів (або фінального раунду кваліфікаційних турнірів), їм можуть передувати матчі різних кваліфікаційних стадій у різних місцях.

## Жеребкування
Жеребкування змагань відбулося 21 квітня 2021 року в Штаб-квартирі ФІФА, Цюрих. 12 команд жіночого турніру були розподілені на три групи по 4 команди.
| Кошик 1                                                    | Кошик 2                                           | Кошик 3                                 | Кошик 4                                         |
| ---------------------------------------------------------- | ------------------------------------------------- | --------------------------------------- | ----------------------------------------------- |
| - Японія (11) (визначені на E1) - США (1) - Нідерланди (3) | - Швеція (5) - Велика Британія (6) - Бразилія (7) | - Канада (8) - Австралія (9) - КНР (14) | - Нова Зеландія (22) - Чилі (37) - Замбія (104) |

## Груповий етап
Збірні, що посіли перші та другі місця, а також дві найкращі команди, що посядуть треті позиції у групах, виходять до наступного раунду. Позиції команд визначаються так:
1. Очки, набрані в усіх матчах групового етапу;
2. Різниця забитих та пропущених м'ячів у всіх матчах групового етапу;
3. Кількість забитих м'ячів у всіх матчах групового етапу;

Якщо дві або більше команд виявляються рівними за цими показниками, позиції визначаються таким чином:
1. Очки, набрані в матчах між цими командами;
2. Різниця забитих та пропущених м'ячів у матчах між цими командами;
3. Кількість забитих м'ячів у матчах між цими командами;
4. Жеребкування Організаційним комітетом ФІФА.

| Умовні позначення | Умовні позначення                                                                      |
| ----------------- | -------------------------------------------------------------------------------------- |
|                   | Переможці груп, другі місця та два найкращі серед третіх місць пройшли до чвертьфіналу |

### Група E
| Поз | Команда         | І | В | Н | П | ГЗ | ГП | РГ | О | Кваліфікація |
| --- | --------------- | - | - | - | - | -- | -- | -- | - | ------------ |
| 1   | Велика Британія | 3 | 2 | 1 | 0 | 4  | 1  | +3 | 7 | Чвертьфінал  |
| 2   | Канада          | 3 | 1 | 2 | 0 | 4  | 3  | +1 | 5 | Чвертьфінал  |
| 3   | Японія (H)      | 3 | 1 | 1 | 1 | 2  | 2  | 0  | 4 | Чвертьфінал  |
| 4   | Чилі            | 3 | 0 | 0 | 3 | 1  | 5  | −4 | 0 |              |

| 21 липня 2021   |     |                 |
| Велика Британія | 2–0 | Чилі            |
| Японія          | 1–1 | Канада          |
| 24 липня 2021   |     |                 |
| Чилі            | 1–2 | Канада          |
| Японія          | 0–1 | Велика Британія |
| 27 липня 2021   |     |                 |
| Чилі            | 0–1 | Японія          |
| Канада          | 1–1 | Велика Британія |

### Група F
| Поз | Команда    | І | В | Н | П | ГЗ | ГП | РГ  | О | Кваліфікація |
| --- | ---------- | - | - | - | - | -- | -- | --- | - | ------------ |
| 1   | Нідерланди | 3 | 2 | 1 | 0 | 21 | 8  | +13 | 7 | Чвертьфінал  |
| 2   | Бразилія   | 3 | 2 | 1 | 0 | 9  | 3  | +6  | 7 | Чвертьфінал  |
| 3   | Замбія     | 3 | 0 | 1 | 2 | 7  | 15 | −8  | 1 |              |
| 4   | КНР        | 3 | 0 | 1 | 2 | 6  | 17 | −11 | 1 |              |

| 21 липня 2021 |      |            |
| КНР           | 0–5  | Бразилія   |
| Замбія        | 3–10 | Нідерланди |
| 24 липня 2021 |      |            |
| КНР           | 4–4  | Замбія     |
| Нідерланди    | 3–3  | Бразилія   |
| 27 липня 2021 |      |            |
| Нідерланди    | 8–2  | КНР        |
| Бразилія      | 1–0  | Замбія     |

### Група G
| Поз | Команда       | І | В | Н | П | ГЗ | ГП | РГ | О | Кваліфікація |
| --- | ------------- | - | - | - | - | -- | -- | -- | - | ------------ |
| 1   | Швеція        | 3 | 3 | 0 | 0 | 9  | 2  | +7 | 9 | Чвертьфінал  |
| 2   | США           | 3 | 1 | 1 | 1 | 6  | 4  | +2 | 4 | Чвертьфінал  |
| 3   | Австралія     | 3 | 1 | 1 | 1 | 4  | 5  | −1 | 4 | Чвертьфінал  |
| 4   | Нова Зеландія | 3 | 0 | 0 | 3 | 2  | 10 | −8 | 0 |              |

| 21 липня 2021 |     |               |
| Швеція        | 3–0 | США           |
| Австралія     | 2–1 | Нова Зеландія |
| 24 липня 2021 |     |               |
| Швеція        | 4–2 | Австралія     |
| Нова Зеландія | 1–6 | США           |
| 27 липня 2021 |     |               |
| Нова Зеландія | 0–2 | Швеція        |
| США           | 0–0 | Австралія     |

### Визначення найкращих команд на третьому місці
Дві найкращі команди, які посядуть треті позиції в групах, виходять до наступного раунду та визначаються так:
1. Очки, набрані в усіх матчах групового етапу;
2. Різниця забитих та пропущених м'ячів у всіх матчах групового етапу;
3. Кількість забитих м'ячів у всіх матчах групового етапу;
4. Жеребкування Організаційним комітетом ФІФА.

| М  | Команда   | І | В | Н | П | МЗ | МП | РМ | О |
| -- | --------- | - | - | - | - | -- | -- | -- | - |
| 1. | Японія    | 3 | 1 | 1 | 1 | 2  | 2  | 0  | 4 |
| 2. | Австралія | 3 | 1 | 1 | 1 | 4  | 5  | −1 | 4 |
| 3. | Замбія    | 3 | 0 | 1 | 2 | 7  | 15 | −8 | 1 |

## Плей-оф
У раундах плей-оф, якщо матч закінчується внічию в основний час, граються додаткові два тайми по 15 хвилин кожний, і, якщо необідно, виконується серія післматчевих пенальті для визначення переможця.
|  | Чвертьфінали    | Чвертьфінали   |           |       | Півфінали   | Півфінали   |  |  | Фінал    | Фінал |
|  |                 |                |           |       |             |             |  |  |          |       |
|  | 30 липня        |                |           |       |             |             |  |  |          |       |
|  |                 |                |           |       |             |             |  |  |          |       |
|  | Велика Британія | 3              |           |       |             |             |  |  |          |       |
|  | Велика Британія | 3              | 2 серпня  |       |             |             |  |  |          |       |
|  | Австралія (дч)  | 4              |           |       |             |             |  |  |          |       |
|  | Австралія (дч)  | 4              | Австралія | 0     |             |             |  |  |          |       |
|  | 30 липня        |                | Австралія | 0     |             |             |  |  |          |       |
|  |                 | Швеція         | 1         |       |             |             |  |  |          |       |
|  | Швеція          | Швеція         | 1         | 3     |             |             |  |  |          |       |
|  | Швеція          |                | 6 серпня  | 3     |             |             |  |  |          |       |
|  | Японія          | 1              |           |       |             |             |  |  |          |       |
|  | Японія          | 1              | Швеція    | 1 (2) |             |             |  |  |          |       |
|  | 30 липня        |                | Швеція    | 1 (2) |             |             |  |  |          |       |
|  |                 | Канада (пен. ) | 1 (3)     |       |             |             |  |  |          |       |
|  | Нідерланди      | Канада (пен. ) | 1 (3)     | 2 (2) |             |             |  |  |          |       |
|  | Нідерланди      | 2 серпня       |           | 2 (2) |             |             |  |  |          |       |
|  | США (пен. )     | 2 (4)          |           |       |             |             |  |  |          |       |
|  | США (пен. )     | 2 (4)          | США       | 0     | Третє місце | Третє місце |  |  |          |       |
|  | 30 липня        |                | США       | 0     | Третє місце | Третє місце |  |  |          |       |
|  |                 | Канада         | 1         |       |             |             |  |  |          |       |
|  | Канада (пен. )  | Канада         | 1         | 0 (4) | Австралія   | 3           |  |  |          |       |
|  | Канада (пен. )  |                |           | 0 (4) | Австралія   | 3           |  |  |          |       |
|  | Бразилія        | 0 (3)          |           | США   | 4           |             |  |  |          |       |
|  | Бразилія        | 0 (3)          |           |       | 4           |             |  |  |          |       |
|  |                 |                |           |       |             |             |  |  | 5 серпня |       |
|  |                 |                |           |       |             |             |  |  |          |       |

### Чвертьфінали
| 30 липня 2021   |                |           |
| Канада          | 0–0 (пен. 4:3) | Бразилія  |
| Велика Британія | 3–4 (дч)       | Австралія |
| Швеція          | 3–1            | Японія    |
| Нідерланди      | 2–2 (пен. 2:4) | США       |

### Півфінали
| 2 серпня 2021 |     |        |
| США           | 0–1 | Канада |
| Австралія     | 0–1 | Швеція |

### Матч за третє місце
| 5 серпня 2021 |     |     |
| Австралія     | 3–4 | США |

### Фінал
| 6 серпня 2021 |                |        |
| Швеція        | 1–1 (пен. 2:3) | Канада |

## Підсумкова таблиця
| Поз | Груп | Команда         | І | В | Н | П | ГЗ | ГП | РГ  | О  | Підсумковий результат |
| --- | ---- | --------------- | - | - | - | - | -- | -- | --- | -- | --------------------- |
| 1   | E    | Канада          | 6 | 2 | 4 | 0 | 6  | 4  | +2  | 10 | Чемпіон               |
| 2   | G    | Швеція          | 6 | 5 | 1 | 0 | 14 | 4  | +10 | 16 | Срібний призер        |
| 3   | G    | США             | 6 | 2 | 2 | 2 | 12 | 10 | +2  | 8  | Бронзовий призер      |
| 4   | G    | Австралія       | 6 | 2 | 1 | 3 | 11 | 13 | −2  | 7  | 4-те місце            |
|     |      |                 |   |   |   |   |    |    |     |    |                       |
| 5   | F    | Нідерланди      | 4 | 2 | 2 | 0 | 23 | 10 | +13 | 8  | Чвертьфінал           |
| 6   | F    | Бразилія        | 4 | 2 | 2 | 0 | 9  | 3  | +6  | 8  | Чвертьфінал           |
| 7   | E    | Велика Британія | 4 | 2 | 1 | 1 | 7  | 5  | +2  | 7  | Чвертьфінал           |
| 8   | E    | Японія (H)      | 4 | 1 | 1 | 2 | 3  | 5  | −2  | 4  | Чвертьфінал           |
|     |      |                 |   |   |   |   |    |    |     |    |                       |
| 9   | F    | Замбія          | 3 | 0 | 1 | 2 | 7  | 15 | −8  | 1  | Груповий етап         |
| 10  | F    | КНР             | 3 | 0 | 1 | 2 | 6  | 17 | −11 | 1  | Груповий етап         |
| 11  | E    | Чилі            | 3 | 0 | 0 | 3 | 1  | 5  | −4  | 0  | Груповий етап         |
| 12  | G    | Нова Зеландія   | 3 | 0 | 0 | 3 | 2  | 10 | −8  | 0  | Груповий етап         |